# Argonaut (U-Boot)
Argonaut war ein von dem Ingenieur Simon Lake 1897 gebautes U-Boot. 1900 wurde das U-Boot stark verändert. Um diese stark voneinander abweichenden Versionen zu unterscheiden, wurde später das Boot bis 1900 als Argonaut Nr.1 und danach als Argonaut Nr. 2 bezeichnet. Vorgänger war die experimentelle Argonaut Junior von 1894.
Die Argonaut Nr. 1 wurde 1897 in einem Eisenwerk in Baltimore gebaut. Das 10,97 m lange Schiff lief im August 1897 vom Stapel. Der stählerne Rumpf war spindelförmig und hatte einen Durchmesser von 2,74 m. Der Propeller wurde von einem 30 PS starken Verbrennungsmotor von White and Middleton angetrieben. Wie die Argonaut Junior verfügte das U-Boot über drei Räder. Zwei große seitlich liegende Räder mit einem Durchmesser von 2,13 m, die am Gewässergrund mit dem Motor zur Fortbewegung angetrieben werden konnten und ein kleineres am Bug mit einem Durchmesser von 0,91 m, mit dem man am Grund steuern konnte.
Im September 1898 unternahm der Erbauer Simon Lake mit einer vierköpfigen Besatzung eine Über- und Unterwasserfahrt über rund 500 km von Norfolk (Virginia) nach Sandy Hook in New Jersey. Es war das erste U-Boot, das erfolgreich im offenen Meer operierte. Nach bestandener Fahrt erhielt Simon Lake vom französischen Schriftsteller Jules Verne ein Telegramm, in dem er Simon dafür beglückwünschte, dass er seinen U-Boot-Traum Wirklichkeit werden ließ. Simon Lake hatte in seiner Jugend Vernes Buch 20.000 Meilen unter dem Meer gelesen, das sein Interesse an U-Booten geweckt hatte.
Als Argonaut Nr. 2 wurde die im Jahre 1900 umgebaute Argonaut Nr. 1 bezeichnet. Lake hatte festgestellt, dass spindelförmige U-Boote schwer auszubalancieren waren. Außerdem benötigte man eine gewisse Bootslänge, damit es bei rauer See ruhig im Wasser liegt. Aus diesem Grund wurde die Argonaut Nr. 1 in ein Trockendock der Robbins Shipbuilding Company in Brooklyn gebracht. Das Boot wurde in der Mitte durchtrennt und ein 6,10 m langes zylindrisches Segment dazwischen eingefügt. Auf das zigarrenförmige Boot wurde von oben eine schiffsförmige Konstruktion aufgesetzt. Das Boot konnte eine Seereise von 3000 Seemeilen unternehmen sowie 48 Stunden lang tauchen. Der Antrieb erfolgte durch einen 60 PS starken Verbrennungsmotor. Zur weiteren Ausstattung gehörten ein Dynamo, Suchscheinwerfer und Pumpen für Luft und Wasser.